# Маннергейм, Карл Роберт
Граф Карл Ро́берт Маннерге́йм (1 февраля 1835, Выборг, Российская империя — 9 октября 1914, Гельсингфорс, Российская империя) — финский аристократ и предприниматель.
Сын натуралиста Карла Густава Маннергейма и отец маршала Карла Густава Эмиля Маннергейма.
Ещё будучи студентом в Хельсинки, в 1858 году написал сатирическую пьесу Ditt och datt («Ваш и наш»), вызвавшую скандал, что привело к его исключению и отставке ректора.
В наследство от отца получил поместье Louhisaari (Villnäs) в Аскайнене. Женился на графине Хедвиге Шарлотте Элене фон Юлин (ум. в 1881 г.), дочери богатого промышленника, в браке родилось семеро детей.
Он был акционером-учредителем бумажной фабрики в Куусанкоски, директором компании с 1872 по 1878 годы. В 1879 году обанкротился, после чего поместье Louhisaari перешло к его сестре Мимми (Еве Каролине). Вместе с любовницей, баронессой Софией Норденстам (ум. 1914), тайно уехал в Париж, где вёл богемный образ жизни.
После смерти жены в 1881 году его семеро детей находились на попечении родственников. Маннергейм женился на Софии Норденстам в 1883 году, и пара вернулась в Финляндию, где Карл Роберт в 1887 году основал в Хельсинки компанию по продаже товаров для офисов. 
В 1909 году она получила название Systema Oy Ab и стала ведущим импортером пишущих машинок в Финляндии.
Маннергейм также выступал как писатель
 и переводчик, известный радикально либеральными взглядами. Выступал против русификации Финляндии. Пытался отговорить сына, офицера Русской императорской армии, от участия в русско-японской войне.